# 11581 Philipdejager
11581 Philipdejager este un asteroid din centura principală de asteroizi.

## Descriere
11581 Philipdejager este un asteroid din centura principală de asteroizi. A fost descoperit pe 10 august 1994 la Observatorul La Silla de Eric Walter Elst. Asteroidul prezintă o orbită caracterizată de o semiaxă mare de 2,98 ua, o excentricitate de 0,09 și o înclinație de 10,1° în raport cu ecliptica.